# Louise Borgia
Louise Borgia, född i Frankrike 17 maj 1500, död i Chateau de Busset, Frankrike, 1553, var en italiensk adelskvinna. Hon var regerande hertiginna av Valentinois mellan 1507 och 1553.

## Biografi
Louise Borgia föddes i Frankrike som dotter till Cesare Borgia och Charlotte d'Albret. Hennes far hade lämnat kvar hennes mor i Frankrike som gisslan hos kung Ludvig XII efter bröllopet, och återvänt till Italien. Ludvig XII gav aldrig tillstånd till Charlotte och Louise att lämna Frankrike, och Cesare avled i Italien utan att ha träffat sin dotter. 
Louise döptes efter Ludvig XII, och hon och hennes mor bosatte sig i slottet La Tour Blanche i Issoudun. Hennes far avled 12 mars 1507, och Louise ärvde faderns franska förläning hertigdömet Valentinois. Mor och dotter lämnade det franska hovet och bosatte sig i La Motte-Feuilly i Touraine, varifrån hennes mor tog över ansvaret för hertigdömet i sin sjuåriga dotters namn. Louise föreslogs gifta sig med Federico II Gonzaga 1502, och med Francesco Maria I della Rovere 1503. 
Den 11 mars 1514 avled hennes mor, och Louise omhändertogs då av sin morfar kung Johan III av Navarra. Hon levde 1514-1517 hos Louise av Savojen vid det franska hovet. Hon föreslogs 1515 gifta sig med Lorenzo II de' Medici, och 1516 återigen med Federico II Gonzaga. 
Hon gifte sig 7 april 1517 med Louis II de la Trémoille. Paret fick inga barn. Hon blev änka efter slaget vid Pavia 1525. Hon gifte sig 3 februari 1503 med Philippe de Bourbon, Seigneur de Bourbon-Busset. Paret fick sex barn. Paret bosatte sig på slottet Château de Busset, som renoverades av Louise. Hon beskrevs av en samtida som: "en mycket ädel och dygdig dam, arvtagare till perfektioner likväl som rikedomar efter sin mor, vars uppträdande och läggning hon gjorde till sin egen, en dam, kort sagt, lika kysk, ren, dygdig och ömsint som hennes far var grym och syndig".